# Красновский, Серафим Андрианович
Серафи́м Андриа́нович Красно́вский (5 ноября 1903, Осиновка, Никольск-Уссурийский уезд, Приморская область, Российская Империя — 30 мая 1955, Хабаровск, СССР) — советский военачальник, генерал-майор (11.07.1945).

## Биография
Родился 5 ноября 1903 года в селе Осиновка Михайловского района Приморского края в семье крестьянина — бедняка. Русский.
Закончил Уссурийское городское училище. Работал членом сельсовета и заместителем военрука Осиновского района, с апреля 1924 года — членом-секретарем сельсоветов в селах Абрамовка и Осиновка.

### Военная служба
В октябре 1925 года призван в РККА и направлен в 108-й Белорецкий стрелковый полк 36-й стрелковой дивизии ОКДВА, после окончания полковой школы с сентября 1926 года служил в том же полку младшим командиром. В марте 1927 года сдал экстерном экзамен на командира взвода запаса и остался на сверхсрочную службу командиром взвода, а с ноября 1928 года служил в том же полку старшиной, в составе полка участвовал в боях на КВЖД. В октябре 1929 года был командирован на Иркутские курсы по подготовке комсостава, в июне 1930 года назначен командиром взвода в 118-й стрелковый полк 40-й стрелковой дивизии ОКДВА в городе Ачинск. С июня 1932 года по 7 мая 1933 года стажировался на летнаба в 10-й авиабригаде ВВС МВО в Москве, после возвращения в полк служил командиром взвода, врид начальника штаба батальона, врид командира стрелковой и учебной рот. С октября 1935 года по апрель 1936 года исполнял должность помощника начальника 1-й (оперативной) части штаба 40-й стрелковой дивизии, затем назначен помощником начальника штаба 119-го стрелкового полка той же дивизии. С февраля 1937 года в том же полку командовал батальоном. В 1938 году окончил 2 курса факультета заочного обучения Военной академии РККА им. М. В. Фрунзе. В сентябре 1939 года переведен командиром батальона в 503-й стрелковый полк 91-й стрелковой дивизии СибВО. Участвовал с ней в Советско-финляндской войне 1939—1940 гг. 5 января 1940 года дивизия была переформирована в мотострелковую и убыла на Северо-Западный фронт. К 20 февраля прибыла в Лугу, затем пересекла Финский залив и 29 февраля атаковала Макслахти. С 1 марта она находилась во фронтовом резерве, а с 9 марта в составе 34-го стрелкового корпуса наступала на Таммисуо. Указом ПВС СССР от 11 апреля 1940 года, за образцовое выполнение боевых заданий Командования на фронте борьбы с финской белогвардейщиной и проявленные при этом доблесть и мужество капитан Красновский был награжден орденом Красного Знамени. После окончания боевых действий дивизия вновь была преобразована в стрелковую и возвратилась в СибВО по месту своей постоянной дислокации в г. Ачинск, а майор Красновский продолжил службу в том же полку командиром батальона и заместителем командира полка по строевой части. Затем был назначен начальником штаба 561-го стрелкового полка этой же дивизии.

#### Великая Отечественная война
С началом войны дивизия была включена в сформированную в округе 24-ю армию и 28 июня 1941 года убыла с ней на фронт. С 21 июля она входила в оперативную группу Западного фронта под командованием генерал-лейтенанта С. А. Калинина. В первых же боях подполковник Красновский принял командование полком и с 26 июля в составе дивизии вел с ним бои в окружении в Духовщинском районе Смоленской области. После выхода из вражеского кольца дивизия вошла в подчинение 19-й армии и заняла оборону по реке Вопь в 15 км от города Ярцево. В начале октября в ходе начавшейся Вяземской оборонительной операции полк вместе с дивизией был окружен противником. В ночь на 10 октября дивизия сумела прорвать кольцо окружения и затем отходила на Волоколамск. При прорыве Красновский получил ранение и был эвакуирован.
После выздоровления 26 января 1942 года он назначен командиром 44-го стрелкового полка 140-й стрелковой дивизии МВО, формировавшейся в городе Канаш Чувашской АССР. В марте дивизия вошла в состав Московской зоны обороны, а в апреле была переброшена на Юго-Западный фронт в 24-ю армию и заняла оборону по реке Оскол. С 8 июня она вела боевые действия в составе 9-й армии на Юго-Западном, с 12 июля — Южном, а с 29 июля — Северо-Кавказском фронтах, отражая наступление войск противника в Донбассе и большой излучине Дона. Участвовала в Воронежско-Ворошиловградской и Донбасской оборонительных операциях. После отхода через Миллерово, реку Кубань к Беслану в районе последнего Красновский передал остатки полка в другие части и был назначен заместителем командира 389-й стрелковой дивизии 9-й армии, находившейся в обороне на реке Терек в районе города Хасавюрт. После отстранения от должности полковника С. К. Буняченко в конце августа вступил во временное командование дивизией, с прибытием вновь назначенного на должность комдива подполковника Л. А. Колобова приступил к исполнению прямых обязанностей его заместителя. В составе 9-й, а с 25 сентября — 44-й армий Северной группы войск Закавказского фронта участвовал в Моздок-Малгобекской и Нальчикско-Орджоникидзевской оборонительных операциях. В тяжелых боях на р. Терек ее части сдерживали неоднократные попытки немцев прорваться из района Ищёрская на Грозный. С 13 ноября дивизия вновь перешла в подчинение 9-й армии и была переброшена в район города Орджоникидзе, где в составе 3-го стрелкового корпуса вела упорные бои за Ардон. С отводом немецких войск с Северного Кавказа она перешла к преследованию и участвовала в освобождении населенных пунктов Ардон, Кадгарон, Красногор, Змейская, Котляревская, Майское, Крем-Константиновка и других. В ноябре 1942 года Красновский вступил в ВКП(б). С 7 января 1943 года дивизия вошла в 37-ю армию и в составе Северной группы Закавказского фронта, а с 21 января — Северо-Кавказского фронта участвовала в Северо-Кавказской наступательной операции, в овладении городом Армавир и станицами Ладожская, Пластуновская, Новотитаровская, Новомышастовская, Ивановская и Славянская.
15 марта 1943 года полковник Красновский допущен к командованию 295-й стрелковой дивизией, которая вела тяжелые бои в Кубанских плавнях. С 3 июня она была выведена в резерв фронта, а Красновский в том же месяце командирован на учебу в Высшую военную академию им. К. Е. Ворошилова. 4 апреля 1944 года окончил ее ускоренный курс и был назначен старшим преподавателем кафедры пехоты Военной академии им. М. В. Фрунзе.
В июне был направлен на 3-й Белорусский фронт и с 25 июля допущен к командованию 70-й стрелковой Верхнеднепровской дивизией, которая в это время в составе 52-го стрелкового корпуса 33-й армии участвовала в Белорусской наступательной операции. С 27 августа она перешла в 43-ю армию 1-го Прибалтийского фронта и участвовала в Рижской наступательной операции. За прорыв обороны немцев юго-восточнее города Рига она была награждена орденом Суворова 2-й ст. С ноября 1944 года по январь 1945 года в составе 43-й, затем 4-й ударной армий вела бои в районе города Мемель. Ее части вышли на берег залива Куришес-Хафф и 28 января овладели этим городом. После захвата Мемеля они обороняли побережье этого залива на фронте 80 км. В марте — апреле 1945 года дивизия в составе 43-й армии 3-го Белорусского фронта участвовала в Кёнигсбергской и Земландской наступательных операциях, в штурме Кёнигсберга.

#### Советско-японская война
После окончания войны на Западе генерал-майор Красновский в июле 1945 года убыл в распоряжение Военного совета 5-й армии Дальневосточного фронта и с 3 августа был допущен к командованию 371-й стрелковой дивизией. В ходе войны с 9 августа по 3 сентября 1945 года дивизия под его командованием в составе 1-го Дальневосточного фронта участвовала в Харбино-Гиринской наступательной операции, в боях с японскими войсками за города Муданьцзян, Нинъань, Дуньхуа, Малин. За образцовое выполнение заданий командования в боях против японских войск на Дальнем Востоке при форсировании реки Уссури, прорыве Дуннинского УРа и овладении городами Мишань, Гирин, Яньцзи, Харбин она была награждена орденом Кутузова 2-й ст. (19.9.1945).

#### Послевоенное время
После войны генерал-майор Красновский продолжал командовать 371-й стрелковой Витебской Краснознаменной ордена Суворова дивизией в 5-й армии Приморского ВО, а с ноября 1946 года — 277-й стрелковой Рославльской Краснознаменной орденов Суворова и Кутузова дивизией 65-го стрелкового корпуса. С ноября 1953 года по сентябрь 1954 года находился на ВАК при Высшей военной академии им. К. Е. Ворошилова, затем был назначен командиром 39-й стрелковой дивизии ДВО. Будучи в этой должности, 21 мая 1955 года убыл на лечение в госпиталь, где 30 мая умер.

## Награды
СССР
- орден Ленина (15.11.1950)[3]
- четыре ордена Красного Знамени (11.04.1940[2], 11.12.1944[4], 31.01.1945[5], 06.11.1945[6][3])
- два ордена Суворова II степени (02.01.1945[7], 26.08.1945[8])
- два ордена Красной звезды (19.04.1943[9], 03.11.1944[3])
- медали в том числе:
  - «XX лет Рабоче-Крестьянской Красной Армии» (1938)[8]
  - «За оборону Москвы»
  - «За оборону Кавказа» (1944)[8]
  - «За Победу над Германией в Великой Отечественной войне 1941—1945 гг.»(1945)[8]
  - «За победу над Японией»
  - «За взятие Кёнигсберга»

Приказы (благодарности) Верховного Главнокомандующего в которых отмечен С. А. Красновский.
- За овладение штурмом городом и крепостью Каунас (Ковно) — оперативно важным узлом коммуникаций и мощным опорным пунктом обороны немцев, прикрывающим подступы к границам Восточной Пруссии. 1 августа 1944 года. № 161.
- За прорыв глубоко эшелонированной обороны противника юго-восточнее города Рига, овладении важными опорными пунктами обороны немцев — Бауска, Иецава, Вецмуйжа и на реке Западная Двина — Яунелгава и Текава, а также занятии более 2000 других населённых пунктов. 19 сентября 1944 года. № 189.
- За овладение литовским городом Клайпеда (Мемель) — важным портом и сильным опорным пунктом обороны немцев на побережье Балтийского моря. 28 января 1945 года. № 262.
- За овладение штурмом крепостью и главным городом Восточной Пруссии Кенигсберг — стратегически важным узлом обороны немцев на Балтийском море. 9 апреля 1945 года. № 333.
- За форсирование реки Уссури, прорыв Хутоуского, Мишаньского, Пограничненского и Дуннинского укрепленных районов японцев, преодоление труднодоступной горно-таежной местности, продвижение вперед на 500 километров и овладение городами Мишань, Гирин, Яньцзи, Харбин. 23 августа 1945 года. № 372.

Других государств
- орден Облаков и Знамени (КНР)